# テトラ・アメリア症候群
テトラ・アメリア症候群（テトラ・アメリアしょうこうぐん、Tetra-amelia syndrome、autosomal recessive tetraamelia）は、非常に珍しい常染色体潜性先天性疾患であり、四肢が根元から完全にないことを一番の特徴とし、顔、頭蓋骨、生殖器、肛門、肺、骨盤など体の他の部分も奇形の影響を受ける。この障害はWNT3またはRSPO2遺伝子の潜性突然変異により引き起こされる可能性がある。

## 症状
テトラ・アメリア症候群は、四肢が根本から完全に欠損していることを特徴とする。この症候群は、顔、頭、心臓、神経系、骨格、生殖器など体のさまざまな部分に重度の奇形を引き起こす。多くの場合、肺は発育不全であり、呼吸が困難または不可能である。テトラ・アメリア症候群の子どもはこのような深刻な医学的問題を抱えているため、ほとんどが死産または出生直後に死去してしまう。

## 原因

テトラ・アメリア症候群は常染色体潜性の遺伝パターンを有する。

### RSPO2とWNT3遺伝子
研究者により、いくつかの近親婚家系のテトラ・アメリア症候群の人々においてWNT3またはRSPO2遺伝子の機能喪失突然変異が発見されている。これらの2つの遺伝子は、発生中に重要な役割を果たすWNT経路に属するタンパク質をコードする。
WNT3およびRSPO2遺伝子から生成されたタンパク質は、胚発生時の手足やその他の系の形成に関与する。WNT3またはRSPO2遺伝子の変異は細胞が機能的なWNT3およびRSPO2タンパク質を産生するのを妨げ、正常な四肢の形成を妨げ、テトラ・アメリア症候群に関連する他の深刻な先天性欠損症を引き起こす。
Bruno Reversadeによる2018年の研究によると、RSPO2の欠損はWNT3と異なり、テトラ・アメリアの致命的な症候群を引き起こす肺の形成も妨げる。

### 家族内の遺伝
これまでに報告されたほとんどの家族において、テトラ・アメリア症候群は常染色体潜性遺伝パターンを持っているようである。これは障害の原因となる欠陥遺伝子が常染色体上にあることを意味し、障害を持って生まれるには欠陥遺伝子の2つのコピー（各親から1つずつ遺伝する）が必要であることを意味する。常染色体潜性遺伝疾患を持つ個々の親は両方とも欠陥遺伝子の1つのコピーを持っているが、通常障害の兆候や症状を経験していない。

## 疫学
世界中のごく少数の家族で報告されている。Bermejo-Sanchezの2011年の研究によると、アメリア、すなわち1つまたは複数の手足の欠損は、およそ71,000分の1の割合で生じる。

## テトラ・アメリア症候群の人

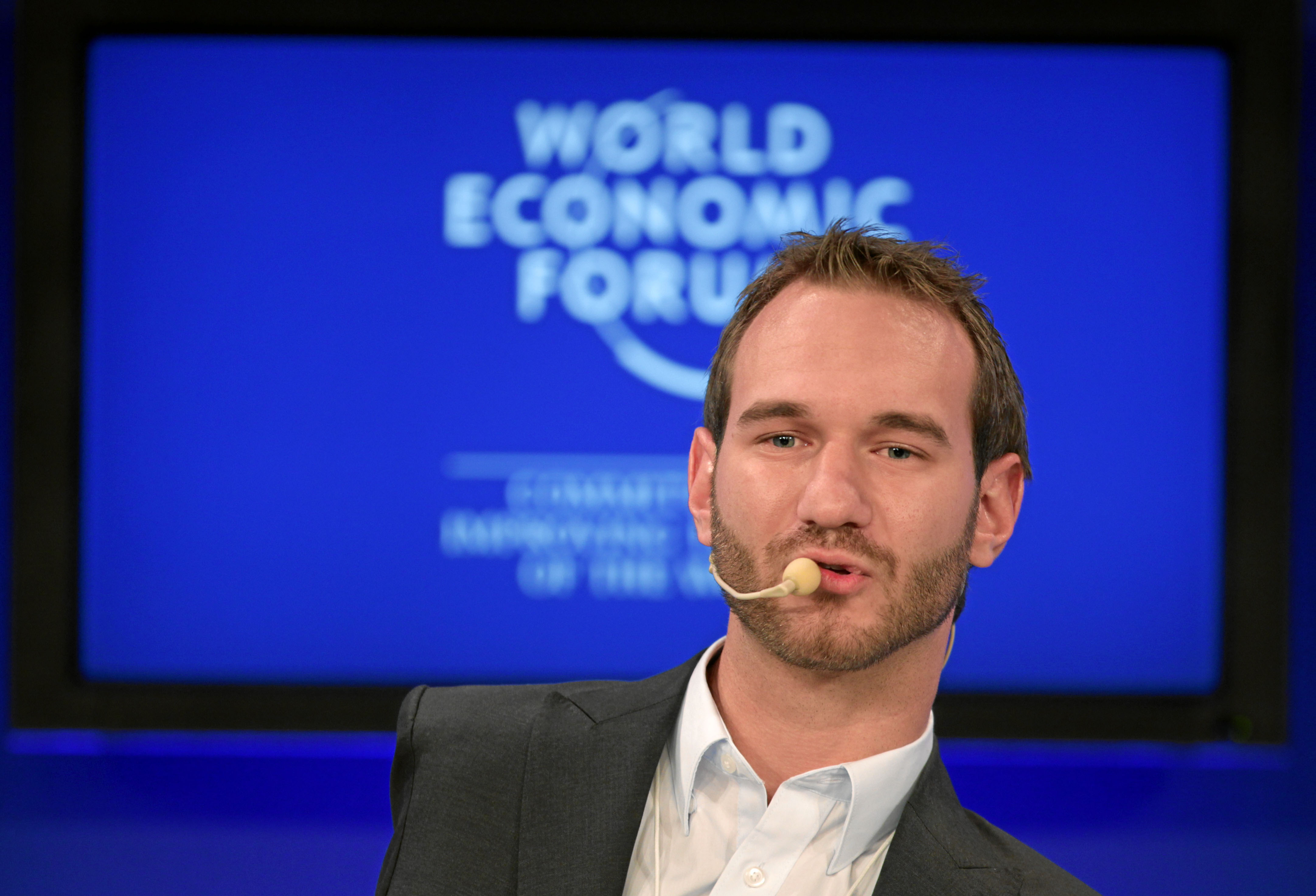
ニック・ブイヂ

- アイルランドコーク県ミルストリートのen:Joanne O'Riordan
- 乙武洋匡
- ニック・ブイヂ（Life Without Limbs創業者）[4]
- en:Prince Randian - プリンス・ランディアン - 芋虫男として見世物小屋で活躍した男性
- ヴィオレッタ（英語版）
- Kent Bell (1965-2015) of Jacksonville, FL, scoreboard operator and disabled rights advocate, appeared on Oprah Winfrey show and in numerous print articles over the course of his life.
- Rob Mendez, varsity football team offensive coordinator at Francis Parker School (San Diego).[5]
- Christian Arndt of Germany, media presenter.